# Малое Попово
Малое Попово (укр. Мале Попово, венг. Papitanya Папитанья) — село в Косоньской сельской общине Береговского района Закарпатской области Украины.
Население по переписи 2001 года составляло 210 человек. Почтовый индекс — 90263. Телефонный код — 03141. Занимает площадь 0,756 км². Код КОАТУУ — 2120488003.

## История
В 1995 г. селу возвращено историческое название